# Iniistius
Iniistius là một chi cá biển thuộc họ Cá bàng chài. Tất cả các loài trong chi này đều có phạm vi phân bố tập trung ở Ấn Độ Dương - Thái Bình Dương, riêng Iniistius pavo có thể được tìm thấy ở cả Đông Thái Bình Dương.

## Từ nguyên
Từ định danh của chi này có thể được tạm dịch là "cánh buồm ở sau đầu" (inion: "phía sau đầu" + istius: "cánh buồm"), hàm ý đề cập đến hai gai vây lưng đầu tiên của I. pavo (loài điển hình của chi) nhô cao và nằm ở trên gáy, tách biệt với phần vây lưng còn lại.

## Phân loại

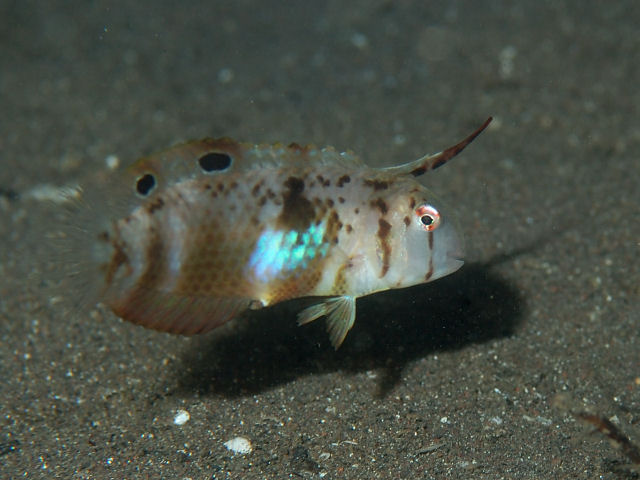
Cá con I. dea

Iniistius trước đây được xem là một danh pháp đồng nghĩa với Xyrichtys. Tuy nhiên, trong luận văn Tiến sĩ của mình vào năm 1974, Tri-thuc Nguyen đã chỉ ra những điểm khác biệt về hình thái giữa Iniistius và Xyrichtys, trong đó có đề cập đến việc chiều dài của hộp sọ của Iniistius cao hơn đáng kể so với ở Xyrichtys. Ngoài ra, khoảng cách giữa hai gai vây lưng thứ hai và thứ ba của Iniistius lại rộng hơn khoảng cách giữa hai gai vây lưng thứ ba và thứ tư, trong khi cả hai khoảng cách này xấp xỉ bằng nhau ở Xyrichtys. Chính vì vậy, Iniistius được công nhận là một chi hợp lệ, tách biệt hoàn toàn với Xyrichtys.

## Mô tả
Các loài Iniistius có màu xám nhạt, và hầu hết đều có đốm đen ở bên thân (kích thước và vị trí khác nhau tùy theo từng loài). Cá con có hình thái khác hoàn toàn với cá trưởng thành: màu nâu lốm đốm trắng với gai vây lưng đầu tiên vươn dài; vây lưng có 2 - 3 đốm tròn đen viền trắng.

## Các loài

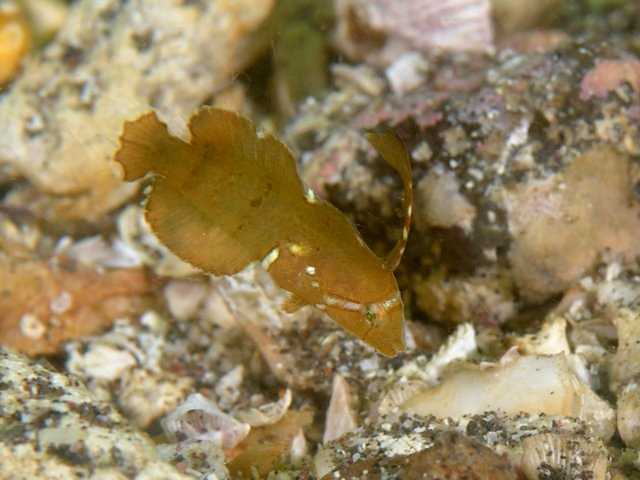
Cá con I. pavo

Có tất cả 22 loài được ghi nhận trong chi này:
- Iniistius aneitensis (Günther, 1862)
- Iniistius auropunctatus Randall, Earle & Robertson, 2002[5]
- Iniistius baldwini (Jordan & Evermann, 1903)
- Iniistius bimaculatus (Rüppell, 1829)
- Iniistius brevipinnis Randall, 2013[6]
- Iniistius celebicus (Bleeker, 1856)
- Iniistius cyanifrons (Valenciennes, 1840)
- Iniistius dea (Temminck & Schlegel, 1845)
- Iniistius evides (Jordan & Richardson, 1909)
- Iniistius geisha (Araga & Yoshino, 1986)
- Iniistius griffithsi Randall, 2007[7]
- Iniistius jacksonensis (Ramsay, 1881)
- Iniistius melanopus (Bleeker, 1857)
- Iniistius naevus Allen & Erdmann, 2012[8]
- Iniistius opalus Fukui, 2019[9]
- Iniistius pavo (Valenciennes, 1840)
- Iniistius pentadactylus (Linnaeus, 1758)
- Iniistius spilonotus (Bleeker, 1857)
- Iniistius trivittatus (Randall & Cornish, 2000)[10]
- Iniistius twistii (Bleeker, 1856)
- Iniistius umbrilatus (Jenkins, 1901)
- Iniistius verrens (Jordan & Evermann, 1902)

## Hành vi và sinh thái
Như Xyrichtys, phần trán dốc giúp Iniistius nhanh chóng đào hang dưới nền cát và dễ dàng di chuyển trong hang bằng những chuyển động uốn lượn của chúng. Hầu hết Iniistius đều là loài lưỡng tính tiền nữ và dị hình giới tính.

### Trích dẫn
- J. E. Randall; J. L. Earle (2002). “Review of Hawaiian Razorfishes of the Genus Iniistius (Percifonnes: Labridae)” (PDF). Pacific Science. 56 (4): 389–402. Bản gốc (PDF) lưu trữ ngày 5 tháng 2 năm 2022. Truy cập ngày 26 tháng 2 năm 2021.